# Chasse gardée (film, 2023)
Pour les articles homonymes, voir Chasse gardée.
Série
Chasse gardée 2
(2025)
Pour plus de détails, voir Fiche technique et Distribution.
Chasse gardée est une comédie franco-belge réalisée par Antonin Fourlon et Frédéric Forestier et sortie en 2023.
Une suite est prévue pour 2025.

## Synopsis
Simon et Adélaïde quittent leur appartement parisien le cœur heureux avec leurs deux enfants. À la campagne, ce paysage leur plaît puis se transforme en enfer quand leur jardin ainsi que leur bois sont utilisés comme terrain de chasse. Entre eux et leurs voisins chasseurs, c’est la guerre alors que leur jeune maire a prévenu les deux parties qu’un conflit embraserait tout le village.

## Fiche technique
Sauf indication contraire, les informations mentionnées dans cette section peuvent être confirmées par les bases de données cinématographiques IMDb et Allociné,  présentes dans la section « Liens externes ».
- Titre original : Chasse gardée
- Réalisation : Antonin Fourlon et Frédéric Forestier
- Scénario : Antonin Fourlon
- Musique : Erwann Chandon
- Décors : Florian Augis
- Costumes : Natalie Van Der Meulen
- Photographie : Christian Abomnes
- Son : Hugo Deguillard, Alexandre Hernandez, Sébastien Jeannot et François-Joseph Hors
- Montage : Thibaut Damade
- Production : Julien Arnoux et Olivier Delbosc
  - Producteur exécutif : Christine de Jekel
  - Coproducteur : Bastien Sirodot et Cédric Iland
  - Producteur associé : Antonio Del Casale et Émilien Bignon
- Sociétés de production : TF1 Films Production, Curiosa Films et Starman Films
- Société de distribution : UGC Distribution
- Budget : 9,3 millions d'euros
- Pays de production :  France -  Belgique
- Langue originale : français
- Format : couleur, rapport de forme : 2.35 : 1
- Genre : comédie
- Durée : 101 minutes
- Dates de sortie :
  - France : 20 décembre 2023

## Distribution
- Hakim Jemili : Simon
- Camille Lou : Adélaïde
- Romy Blondel : Romy
- Didier Bourdon : Bernard
- Jean-François Cayrey : Michel
- Julien Pestel : Benjamin
- André Penvern : André, le médecin
- Isabelle Candelier : Olivia, la femme de Bernard
- Thierry Lhermitte : Gaspard, père d'Adélaïde
- Chantal Ladesou : l'agent immobilier
- Théo Gross : le maire
- Séverine Warneys : la mère du maire
- Guillaume Bouchède : le boucher
- David Salles : Denis, l'acheteur
- Carla Poquin : une voisine de Simon et Adélaïde (caméo)

## Accueil

### Box-office
| Pays ou région | Box-office                       | Date d'arrêt du box-office | Nombre de semaines |
| -------------- | -------------------------------- | -------------------------- | ------------------ |
| France         | 1 924 712 entrées                | 3 avril 2024               | 15                 |
| Total mondial  | 1 994 213 entrées 15 023 063 USD | en cours                   | 28                 |

Début février 2024, au bout de son septième week-end d'exploitation, le film devient le sixième film français à rentrer dans le top 20 du box-office France des films sortis en 2023 en dépassant les 1 778 000 entrées grâce à un maintien exemplaire (-5 % seulement par rapport à sa sixième semaine en salles),.
Début mars 2024, en sa onzième semaine d'exploitation, il dépasse 3 Jours max pour s'assoir à la 19e place du box-office en France de 2023 et en cinquième position des films français au box-office national des sorties 2023 avec 1 911 780 entrées[réf. nécessaire].